# 하야시 다쿠마
하야시 다쿠마(일본어: 林 琢真, 2000년 8월 24일 ~ )는 일본의 프로 야구 선수이며, 현재 센트럴 리그인 요코하마 DeNA 베이스타스의 소속 선수(내야수)이다. 아이치현 아이치군 도고정 출신이다.

## 인물
다카네 초등학교 1학년 때 경식 야구 클럽 팀인 ‘다카네 재규어즈’에서 야구를 시작했고, 도고 중학교에서는 ‘아이치 세토 보이즈’에서 활약했다. 도호 고등학교에 진학하여 2학년 때부터는 주전 2루수로 고정됐다. 3학년 봄에 열린 제90회 기념 선발 고등학교 야구 대회에 출전했지만 첫 경기(2차전)에서 하나마키 히가시 고등학교(이와테현)에게 패했다. 같은 해 여름에 개최된 니시아이치현 대회(전국 고등학교 야구 선수권 아이치 대회) 결승에서 아이치 공업대학 메이덴 고등학교에게 패했다. 2학년 선배로는 후지시마 겐토, 1학년 후배인 이시카와 다카야가 있었다.
고교 졸업 후 고마자와 대학에 진학하여 1학년 때부터 주전 2루수로 고정됐다. 4학년 때는 하를럼 베이스볼 위크의 일본 대표팀 선수로 발탁됐다.
2022년 9월 27일에 프로 지망계를 제출했고 그 후 10월 20일에 열린 드래프트 회의에서 요코하마 DeNA 베이스타스로부터 3순위 지명을 받았다. 11월 20일에 계약금 5,500만 엔과 연봉 910만 엔의 조건으로 입단 계약을 맺었고 등번호는 00번이 됐다.

## 상세 정보

### 출신 학교
- 도호 고등학교
- 고마자와 대학

### 선수 경력
- 요코하마 DeNA 베이스타스(2023년 ~ )

### 개인 기록
- 첫 출장·첫 선발 출장 : 2023년 3월 31일, 대 한신 타이거스 1차전(교세라 돔 오사카), 2번·3루수로 선발 출장
- 첫 타석 : 상동, 1회초에 아오야기 고요로부터 2루 땅볼
- 첫 타점 : 2023년 4월 9일, 대 주니치 드래건스 2차전(요코하마 스타디움), 6회말에 스즈키 히로시로부터 왼쪽 희생플라이
- 첫 안타 : 2023년 4월 11일, 대 도쿄 야쿠르트 스왈로스 1차전(메이지 진구 야구장), 3회초에 사이 스니드로부터 좌전 안타[9]
- 첫 도루 : 상동, 3회초에 2루 안착(투수: 사이 스니드, 포수: 나카무라 유헤이)[9]

### 등번호
- 00(2023년 ~ )

### 연도별 타격 성적
| 연 도      | 소 속      | 경 기 | 타 석 | 타 수 | 득 점 | 안 타 | 2 루 타 | 3 루 타 | 홈 런 | 루 타 | 타 점 | 도 루 | 도 루 자 | 희 생 번 | 희 생 플 | 볼 넷 | 고 4 | 사 구 | 삼 진 | 병 살 타 | 타 율 | 출 루 율 | 장 타 율 | O P S |
| ---------- | ---------- | ----- | ----- | ----- | ----- | ----- | ------- | ------- | ----- | ----- | ----- | ----- | -------- | -------- | -------- | ----- | ---- | ----- | ----- | -------- | ----- | -------- | -------- | ----- |
| 2023년     | DeNA       | 65    | 154   | 141   | 12    | 29    | 5       | 0       | 0     | 34    | 11    | 7     | 3        | 5        | 2        | 6     | 0    | 0     | 29    | 2        | .206  | .235     | .241     | .476  |
| 통산 : 1년 | 통산 : 1년 | 65    | 154   | 141   | 12    | 29    | 5       | 0       | 0     | 34    | 11    | 7     | 3        | 5        | 2        | 6     | 0    | 0     | 29    | 2        | .206  | .235     | .241     | .476  |

- 2023년 시즌 종료 기준.

### 연도별 수비 성적
| 연도 | 소속 | 2루   | 2루   | 2루   | 2루   | 2루   | 2루      | 3루   | 3루   | 3루   | 3루   | 3루   | 3루      | 유격  | 유격  | 유격  | 유격  | 유격  | 유격     |
| 연도 | 소속 | 경 기 | 척 살 | 보 살 | 실 책 | 병 살 | 수 비 율 | 경 기 | 척 살 | 보 살 | 실 책 | 병 살 | 수 비 율 | 경 기 | 척 살 | 보 살 | 실 책 | 병 살 | 수 비 율 |
| ---- | ---- | ----- | ----- | ----- | ----- | ----- | -------- | ----- | ----- | ----- | ----- | ----- | -------- | ----- | ----- | ----- | ----- | ----- | -------- |
| 2023 | DeNA | 8     | 3     | 3     | 0     | 0     | 1.000    | 19    | 15    | 24    | 5     | 3     | .886     | 25    | 26    | 50    | 2     | 9     | .974     |
| 통산 | 통산 | 8     | 3     | 3     | 0     | 0     | 1.000    | 19    | 15    | 24    | 5     | 3     | .886     | 25    | 26    | 50    | 2     | 9     | .974     |

- 2023년 시즌 종료 기준.